# Castell de Castellnou d'Oluges
El Castell de Castellnou d'Oluges és un edifici de Castellnou d'Oluges, al municipi de Cervera, declarat bé cultural d'interès nacional. Es troba a la riba esquerra del Sió, dominant el tossal per on s'estenen les cases de la vila closa.

## Història
La vila de Castellnou s'originà al voltant del castell, el qual és documentat per primera vegada al segle xi, temps en què formava part del comtat de Berga a la marca del comtat de Cerdanya. El primer feudatari o castlà conegut fou Ramon Miró (1076). Posteriorment, Castellnou s'incorporà als dominis dels vescomtes d'Àger i Cabrera. El 1090, Guerau II Ponç de Cabrera prestà jurament de fidelitat als comtes de Cerdanya per aquest castell. El seu fill Ferrer, llegà, l'any 1105, la meitat del castell a la canònica de Santa Maria de la Seu d'Urgell i l'altra meitat de Santa Maria de Solsona. En un conveni de 1138, hi signa com a testimoni Arnau de Castellnou, llinatge que es documentarà al llarg del segle xii. Durant un temps fou domini dels Cervera. L'any 1172, Ramon de Cervera, en el seu testament cedí el «castrum de Castello novo» al seu fill Guillem. El 1242, la senyoria consta per a Pere de Tarascó. A finals del segle xiii o principi del XIV, el terme passà als Oluja, senyors del castell de l'Oluja Sobirana. Segons el fogatjament de 1358, el castell tenia 23 focs i pertanyia a Arnau d'Oluja el qual probablement infeudà el «Castellnou Duluja» a Francesca, vídua de Francesc de Falcons, esmentats en els fogatjaments de 1365-70. El 1381, Castellnou pertanyia a Pere d'Oluja, donzell. Durant la guerra civil catalana (1462-1472), serà cedit pel rei Joan II d'Aragó al seu capità Rodrigo de Bobadilla. Durant els segles XVII, xviii i xix consta a mans de les famílies Reguer i Marimon. A finals del XIX s'extingeix el senyoriu de Castellnou d'Oluges i el castell entra en decadència fins a convertir-se en un espai molt degradat, dedicat a usos agrícoles.

## Arquitectura

### La vila closa
Probablement formava un nucli tancat amb un carrer central. Les parets del darrere de les cases devien tancar la zona habitada a la qual s'accedia per un portal adovellat, obert a ponent, que encara es conserva al mig de la població. Pel tipus de carreus dels muntants i les dovelles de l'arc del portal conservat, el conjunt es dataria en un moment baixmedieval però no es pot descartar que l'origen de la vila closa sigui molt més reculat.

### El castell

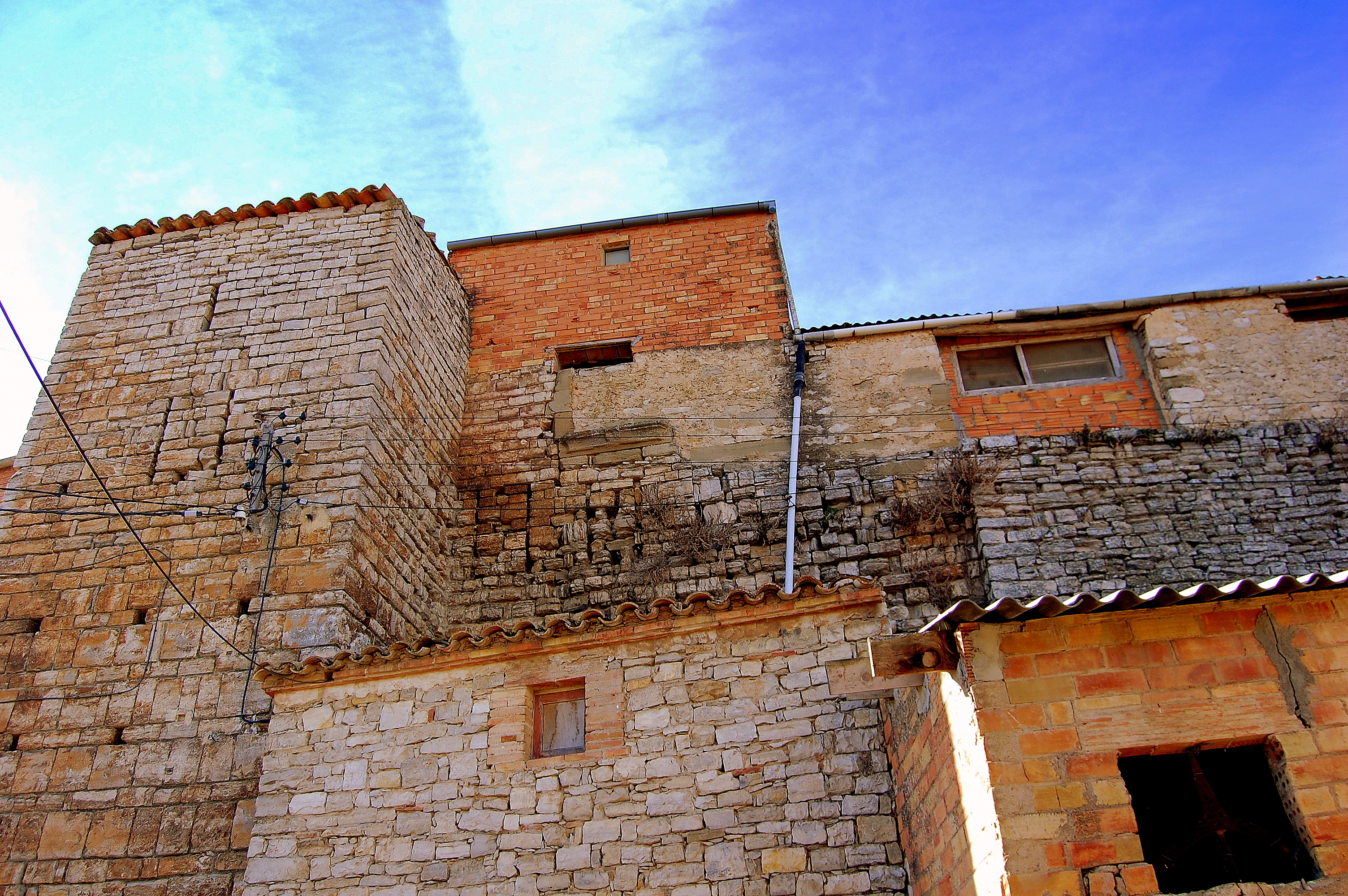
A l'esquerra, la bestorre. Diferencies entre l'aparell de les meitat inferior (més antiga) i superior

Molt deteriorat per la construcció d'espais auxiliars de les explotacions agrícoles i el dipòsit d'aigua de la població. De la primitiva fortalesa, molt modificada al segle xvi, resten alguns dels llenços perimetrals a l'oest i sobretot al nord, reforçats per un gran contrafort atalussat i amb algun finestral motllurat avui completament tapiat. El pany septentrional té adossada un bestorre de planta rectangular i 8 metres d'alçada. La meitat inferior té un aparell singular, alternant filades de carreus rectangulars, molt ben escairats i lligats, de mida diferent; uns són gairebé quadrats, de 40 cm d'alçada i als altres rectangulars de 20 cm d'alt. L'efecte plàstic d'aquesta combinació, que també es troba en els panys de muralla a cada costat de la torre, contrasta amb la resta, formada solament per filades de carreus rectangulars. Hi són visibles forats afilerats, per col·locar bastides, i espitlleres estretes. La torre i els fragments de muralla més immediats són les restes més antigues que romanen del primitiu castell i poden correspondre a un moment medieval avançat (segle xiii). Amb tot i hipotèticament, el segment inferior de la torre, podria correspondre al segle xi o fins i tot més antic.